# اسلحه‌ها، دختران و قمار
اسلحه‌ها، دختران و قمار (به انگلیسی: Guns, Girls and Gambling) فیلمی محصول سال ۲۰۱۲ و به کارگردانی مایکل وینیک است. در این فیلم بازیگرانی همچون گری اولدمن، کریستین اسلیتر، مگان پارک، پاورز بوث، دین کوک، جفری‌دیوید فاهی، کریس کاتان، هلنا متسون، سام ترمل، آنتونی کاکس و گوردون توتوسیس ایفای نقش کرده‌اند.